# Kupetrechus lamberti
Kupetrechus lamberti – gatunek chrząszcza z rodziny biegaczowatych i podrodziny Trechinae.

## Taksonomia
Gatunek został opisany w 1960 roku przez Everarda Baldwina Brittona jako Duvaliomimus lamberti. Do nowego rodzaju Kupetrechus przenieśli go w 2007 roku André Larochelle i Marie-Claude Larvière. Jego redeskrypcji dokonał w 2010 roku James Ian Townsend.

## Opis
Ciało długości od 5,5 do 7,8 mm, jasno brusztynowobrązowe. Głowa wydłużona. Bruzdy czołowe prawie równoległe, niezłączone z szyjną. Oczy drobne, zredukowane do 6 fasetek. Żuwaczki ostro spiczaste z rozszerzonym ząbkiem premolarnym. Krawędź nadustka prosta z 4 szczecinkami. Przedostatni człon głaszczków wargowych z 3 szczecinkami. Przedplecze nieco dłuższe niż szerokie. Boczne krawędzie z pojedynczą szczecinką i bocznymi wyżłobieniami rozszerzającymi się ku wierzchołkowi. Kąty tylne przedplecza tępe i zaokrąglone Pokrywy eliptyczne, w profilu kuliste. Edeagus samca ścięty z dużym płatem kopulacyjnym. Genitalia samicy bez wyróżnialnej spermateki, z prostej budowy torebką kopulacyjną.

## Występowanie
Gatunek ten jest endemitem Nowej Zelandii, znanym wyłącznie z Wyspy Północnej.